# Mark Slaughter

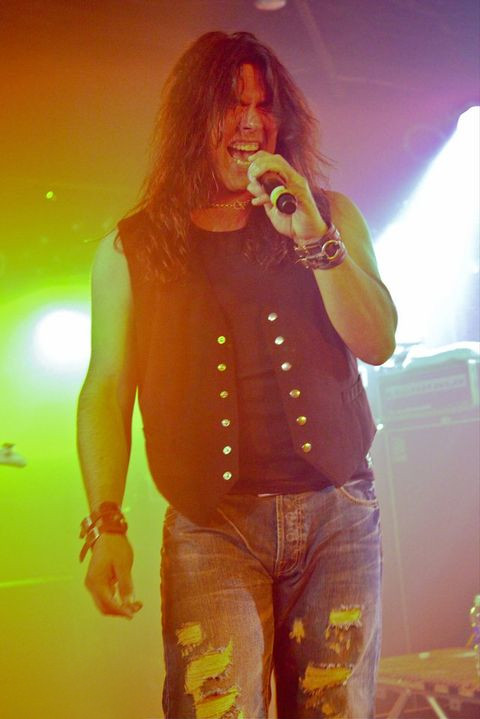
Mark Slaughter, 2011

Mark Allen Slaughter (* 4. Juli 1964 in Las Vegas) ist ein US-amerikanischer Sänger und Musiker. Er ist Gründungsmitglied und Namensgeber der Hard-Rock-Band Slaughter. Gelegentlich wird seine Stimme mit der von Jack Russell, dem Sänger von Great White, verglichen.

## Karriere
Vor der Gründung seiner gleichnamigen Band im Jahr 1989 war er Sänger der Gruppe Vinnie Vincent Invasion. Er war 1986 unmittelbar nach Veröffentlichung des nach der Band benannten Debütalbums für die Gruppe engagiert worden, deren ursprünglicher Sänger Robert Fleischman nach der Aufnahme des Albums ausgestiegen war. Er bestritt mit der Band zwei Tourneen im Vorprogramm von Alice Cooper bzw. Iron Maiden, bevor er mit ihr das zweite Studioalbum All Systems Go aufnahm. Die Plattenfirma und das Management der Band bemühten sich zu dieser Zeit, das Image der Band zu verändern, die bisher als von Vinnie Vincent dominiert wahrgenommen worden war: Es wurde beschlossen, zukünftig Mark Slaughter die Interviews führen zu lassen, in einem Brief wurde die Presse gebeten, grundsätzlich Fotos der Band oder aller Einzelmitglieder abzudrucken, und es wurde versucht, die Band zukünftig als The Invasion zu präsentieren.  Nach der Veröffentlichung des Albums, das im Mai 1988 erschienen war, ging die Gruppe auf Tournee, trennte sich jedoch nach ihrem letzten Konzert, das am 26. August 1988 in Anaheim stattfand. 
Slaughter gründete zusammen mit dem Bassisten der Vinnie Vincent Invasion, Dana Strum, eine neue Band, die den Namen Slaughter bekam und von Chrysalis unter Vertrag genommen wurde. Die beiden Musiker engagierten den Gitarristen Timothy Kelly und den Schlagzeuger Blas Elias, um die Gruppe zu vervollständigen, und nahmen seither fünf Studioalben, eine EP und zwei Livealben auf. Ihnen gelangen vier Top-30-Hits in den US-amerikanischen Charts. Außerdem bestritt die Gruppe Tourneen mit Kiss, Poison, Ozzy Osbourne und den Damn Yankees.
Mark Slaughter ist zudem Sänger zahlreicher Coverversionen, die auf sogenannten Tribute-Alben veröffentlicht worden sind. So sang er unter anderem Over the Mountain auf dem Album Bat Head Soup: A Tribute to Ozzy, Rock & Roll auf dem Album Led Zeppelin Tribute und Dirty Deeds Done Dirt Cheap auf dem Album AC/DC We Salute You.
Neben der Tätigkeit als Sänger arbeitet Mark Slaughter als Synchronsprecher, außerdem komponiert er Musik für das Fernsehen und Filme; zu seinen ständigen Auftraggebern gehört der US-Fernsehsender Fox Sports.

## Diskografie
mit Vinnie Vincent Invasion
- 1988: All Systems Go

mit Slaughter
- 1990: Stick It to Ya
- 1991: Stick It to Ya Live (Live)
- 1992: The Wild Life
- 1995: Mass Slaughter (Best of)
- 1995: Fear No Evil
- 1996: Hard Times (EP)
- 1997: Revolution
- 1998: Eternal Live (Live)
- 1999: Back to Reality
- 2002: Then and Now (Kompilation)
- 2015: Reflections in a Rear View Mirror